# That’s What Friends Are For
That's What Friends Are For (Po to są przyjaciele) - utwór z 1982 roku napisany przez Burta Bacharacha i Carole Bayer Sager do filmu Night Shift, gdzie wykonywał ją Rod Stewart.
Piosenka była bardziej znana jako cover w wersji Dionne Warwick, wykonana przez Dionne Warwick, Gladys Knight, Eltona Johna oraz Stevie Wondera, występujących jako „Dionne & Friends”. Nagranie było charytatywnym przedsięwzięciem, mającym na celu wsparcie profilaktyki i badań nad AIDS. W 1987 roku utwór zdobył nagrodę Grammy.